# Municipio de Flom
El municipio de Flom (en inglés: Flom Township) es un municipio ubicado en el condado de Norman en el estado estadounidense de Minnesota. En el año 2010 tenía una población de 218 habitantes y una densidad poblacional de 2,33 personas por km².

## Geografía
El municipio de Flom se encuentra ubicado en las coordenadas 47°11′41″N 96°8′29″O / 47.19472, -96.14139. Según la Oficina del Censo de los Estados Unidos, el municipio tiene una superficie total de 93.56 km², de la cual 93,05 km² corresponden a tierra firme y (0,54 %) 0,51 km² es agua.

## Demografía
Según el censo de 2010, había 218 personas residiendo en el municipio de Flom. La densidad de población era de 2,33 hab./km². De los 218 habitantes, el municipio de Flom estaba compuesto por el 92,66 % blancos, el 1,38 % eran amerindios, el 0,46 % eran de otras razas y el 5,5 % eran de una mezcla de razas. Del total de la población el 5,96 % eran hispanos o latinos de cualquier raza.